# پلشینتسی
پلشینتسی (به بلغاری: Pleshintsi) یک منطقهٔ مسکونی در بلغارستان است که در شهرستان مومچیلگراد واقع شده‌است.